# Орловци
Орлòвци е село в Северна България, община Габрово, област Габрово.

## География
Село Орловци се намира на около 4 km изток-североизточно от центъра на град Габрово. До селото води излизащият от квартал Стефановци на Габрово общински път, който след Орловци продължава през село Овощарци до село Калчовци. През Орловци минава третокласният републикански път III-5522, водещ на север до село Донино, а на юг – до габровския квартал Беленци. Орловци е разположено в западните разклонения на Габровските височини, в землището на село Копчелиите. Надморската височина в югозападната част на селото е около 580 m, а в североизточната варира между 530 и 560 m.
Населението на Орловци към 1934 г. е 257 души, към 1992 г. намалява до 30, а към 2019 г. – до 21 души.
В селото има 4 – 5 кладенеца, както и естествени извори.

## История
През 1951 г. дотогавашните населени места колиби Обретковци и колиби Оролевите са слети и е образувано село Орловци.
Във фондовете на Държавния архив Габрово се съхраняват документи от съответни периоди на/за:
- Списък на фондове от масив „K“: Народно начално училище – с. Обрятковци (с. Орловци), Габровско; фонд 680K; 1910 – 1957;
- Списък на фондове от масив „С“: Народно читалище „Пробуда“ – с. Орловци, Габровско; фонд 885; 1941 – 1970.

## Население
Преброяване на населението през 2011 г.
Численост и дял на етническите групи според преброяването на населението през 2011 г.:
|                     | Численост | Дял (в %) |
| Общо                | 35        | 100,00    |
| Българи             | 33        | 94,28     |
| Турци               | 0         | 0,00      |
| Цигани              | 0         | 0,00      |
| Други               | 0         | 0,00      |
| Не се самоопределят | 0         | 0,00      |
| Неотговорили        | 1         | 2,85      |

## Културни и природни забележителности
- В центъра на с. Орловци е издигнат паметник в чест на загиналите партизани и ятаци.
- На около 150 метра извън селото се намира запазено към 2011 г. скривалище, в което са се укривали действащи партизани от Габровско-Севлиевския отряд.

## Личности
- Христо Орловски (1912 – ?), политик от БКП.